# Lil Tjay

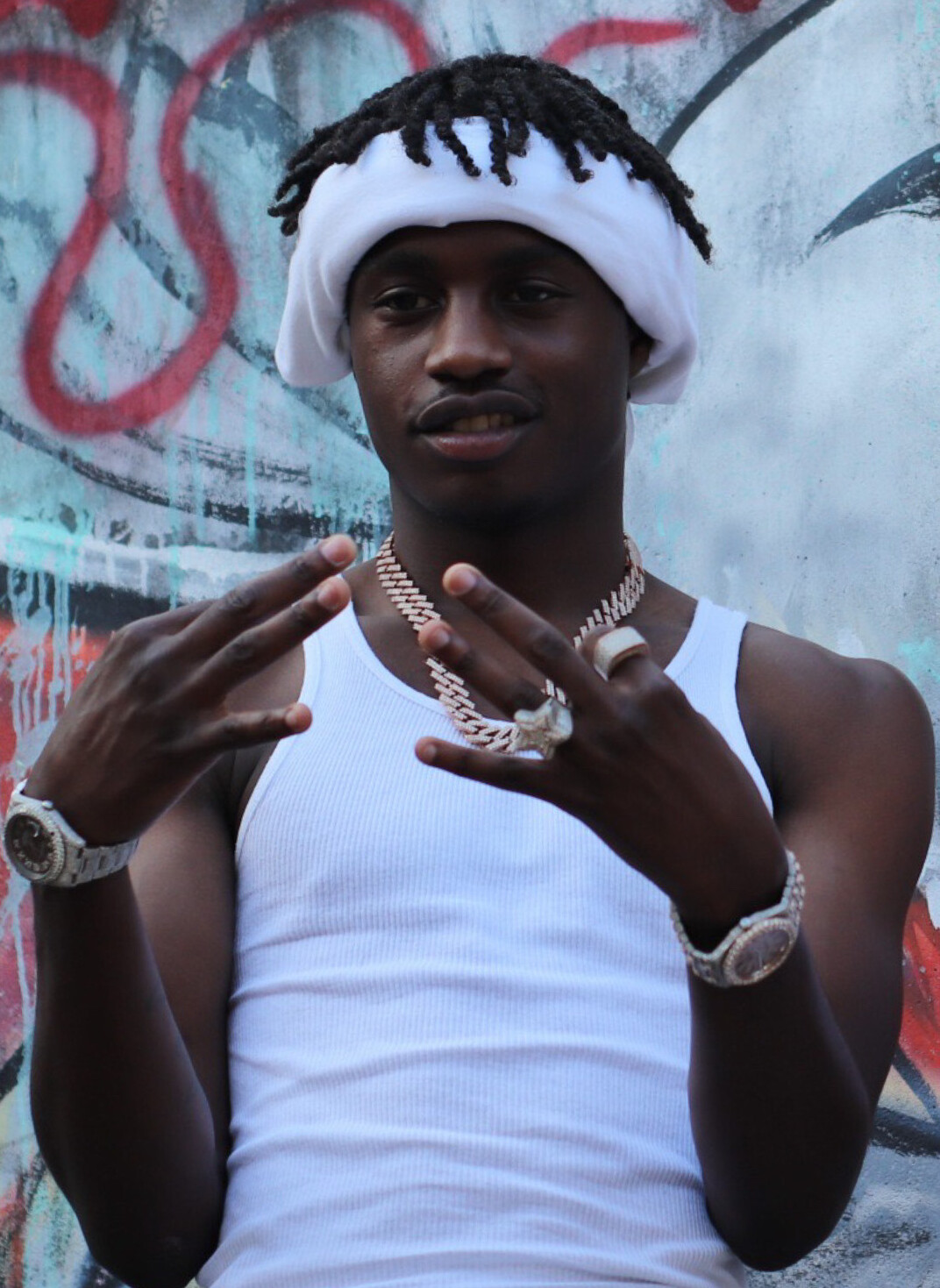
Lil Tjay (2024)

Lil Tjay (* 30. April 2001 in New York; eigentlich Tione Jayden Merritt) ist ein US-amerikanischer Rapper. Er hatte seinen Durchbruch 2019 mit der EP F.N und dem Album True 2 Myself.

## Biografie
Tione Jayden Merritt alias Lil Tjay wuchs in der Bronx auf mit seiner alleinerziehenden Mutter ghanaischer Herkunft und kam als Jugendlicher wegen Diebstahls ins Gefängnis. Während der Haft schrieb er sich seinen Frust in Form von Rapsongs von der Seele und nachdem er 2017 wieder freigekommen war, nahm er sie auf und stellte sie online. Er war auf Anhieb erfolgreich und wurde millionenfach abgerufen. Der erste Track Resume kam nach einem Jahr auf etwa 14 Millionen Klicks. Leaked, Brothers und Goat waren weitere beliebte Stücke. Die großen Labels warben um ihn und er unterschrieb 2018 bei Columbia.
Im selben Jahr erschien die erste EP No Comparison und ein halbes Jahr später die zweite F.N, die ihm seine erste Chartplatzierung nicht nur in den US-Charts, sondern auch in den britischen Charts brachte. Der Titelsong kam in beiden Ländern auch in die Singlecharts. Ein noch größerer Hit wurde Pop Out, eine Zusammenarbeit mit Polo G, das es fast bis in die Top 10 in den USA schaffte und das mit 4-fach-Platin ausgezeichnet wurde. Kurz nach Veröffentlichung des Lieds erschien Lil Tjays Debütalbum True 2 Myself, das Platz 5 der US-Albumcharts erreichte und auch in einigen europäischen Ländern in die Charts kam.
Im Jahr 2020 folgte eine weitere Chart-EP mit dem Titel State of Emergency. Außerdem arbeitete er mit Pop Smoke zusammen und hatte als Gast auf dessen Single Mood Swings einen Top-10-Hit in Großbritannien.
Lil Tjay wurde in der Nacht auf den 22. Juni 2022 vor einem Restaurant in New Jersey angeschossen und musste notoperiert werden.

## Diskografie
Studioalben

| Jahr | Titel Musiklabel                       | Höchstplatzierung, Gesamtwochen, AuszeichnungChartplatzierungen (Jahr, Titel, Musiklabel, Platzierungen, Wochen, Auszeichnungen, Anmerkungen) | Höchstplatzierung, Gesamtwochen, AuszeichnungChartplatzierungen (Jahr, Titel, Musiklabel, Platzierungen, Wochen, Auszeichnungen, Anmerkungen) | Höchstplatzierung, Gesamtwochen, AuszeichnungChartplatzierungen (Jahr, Titel, Musiklabel, Platzierungen, Wochen, Auszeichnungen, Anmerkungen) | Höchstplatzierung, Gesamtwochen, AuszeichnungChartplatzierungen (Jahr, Titel, Musiklabel, Platzierungen, Wochen, Auszeichnungen, Anmerkungen) | Höchstplatzierung, Gesamtwochen, AuszeichnungChartplatzierungen (Jahr, Titel, Musiklabel, Platzierungen, Wochen, Auszeichnungen, Anmerkungen) | Anmerkungen                            |
| Jahr | Titel Musiklabel                       | DE | AT | CH | UK | US | Anmerkungen                            |
| ---- | -------------------------------------- | --- | --- | --- | --- | --- | -------------------------------------- |
| 2019 | True 2 Myself Columbia Records (Sony)  | — | — | — | UK22 Gold · (27 Wo.)UK | US5 ×2Doppelplatin · (97 Wo.)US | Erstveröffentlichung: 11. Oktober 2019 |
| 2021 | Destined 2 Win Columbia Records (Sony) | DE81 (1 Wo.)DE | AT59 (1 Wo.)AT | CH12 (1 Wo.)CH | UK7 Gold · (7 Wo.)UK | US5 Platin · (44 Wo.)US | Erstveröffentlichung: 2. April 2021    |
| 2023 | 222 Columbia Records (Sony)            | DE50 (1 Wo.)DE | — | CH15 (1 Wo.)CH | UK26 (2 Wo.)UK | US24 (3 Wo.)US | Erstveröffentlichung: 14. Juli 2023    |